# Бањер
Бањер је насељено мјесто у Босни и Херцеговини у Општини Илијаш које административно припада Федерацији Босне и Херцеговине. Према попису становништва из 1991. у насељу је живјело 19 становника.

## Становништво
| Националност       | 1991. | 1981. | 1971. | 1961. |
| Срби               | 11    | 81    | 183   | 276   |
| Муслимани          | 7     | 19    | 8     |       |
| остали и непознато | 1     |       | 1     |       |
| Укупно             | 19    | 100   | 192   | 276   |

| Демографија | Демографија | Демографија |
| Година      | Становника  | Становника  |
| ----------- | ----------- | ----------- |
| 1961.       | 276         |             |
| 1971.       | 192         |             |
| 1981.       | 100         |             |
| 1991.       | 19          |             |